# 办公室领导 (纳粹党)
办公室领导（德语：Amtsleiter）是纳粹党於1933年至1938年期間設立的一个政治衔级，其下一级衔级为“特级地方领导”（Hauptstellenleiter）。该衔级是一种“无所不包”的政治职衔，纳粹党各个领导层（地方、县、大区、全国）的很多人都有這個衔级。